# Out of the Blues: The Best of David Bromberg
| Recensione | Giudizio |
| ---------- | -------- |
| AllMusic   |          |

Out of the Blues: The Best of David Bromberg è un album raccolta di David Bromberg, pubblicato dalla Columbia Records nel marzo del 1977.

## Tracce
Lato A
1. The Holdup – 3:02 (David Bromberg, George Harrison) – Tratto dall'album: David Bromberg (1971)
2. Send Me to the 'Lectric Chair – 4:52 (G Brooks) – Tratto dall'album: Wanted Dead or Alive (1974)
3. The Jokes on Me – 3:31 (David Bromberg) – Tratto dall'album: Midnight on the Water (1975)
4. Mr. Bojangles – 7:25 (Jerry Jeff Walker) – Tratto dall'album: Demon in Disguise (1972)
5. The New Lee Highway Blues – 5:40 (David Bromberg) – Tratto dall'album: Wanted Dead or Alive (1974)

Durata totale: 24:30
Lato B
1. Suffer to Sing the Blues – 4:54 (David Bromberg) – Tratto dall'album: David Bromberg (1971)
2. Kansas City – 3:57 (Jerry Leiber, Mike Stoller) – Tratto dall'album: Wanted Dead or Alive (1974)
3. Demon in Disguise – 5:05 (David Bromberg) – Tratto dall'album: Demon in Disguise (1972)
4. (What a) Wonderful World – 3:23 (Sam Cooke, Herb Alpert, Lou Adler) – Tratto dall'album: Midnight on the Water (1975)
5. Sharon – 6:05 (David Bromberg) – Tratto dall'album: Demon in Disguise (1972)

Durata totale: 23:24

## Musicisti
The Holdup e Suffer to Sing the Blues
- David Bromberg - chitarra, voce
- David Amram - corno francese (brano: The Holdup)
- Jody Stecher - fiddle, voce (brano: Suffer to Sing the Blues)
- Jody Stecher - mandolino (brano: The Holdup)
- Willow Scarlet -  armonica (brani: Suffer to Sing the Blues e The Holdup)
- Richard Grando - sassofono tenore (brano: Suffer to Sing the Blues)
- David Nichtern - pianoforte, voce (brano: The Holdup)
- David Nichtern - chitarra elettrica (brano: Suffer to Sing the Blues)
- Steve Burgh - basso, voce (brani: Suffer to Sing the Blues e The Holdup)
- Steve Mosley - batteria (brani: Suffer to Sing the Blues e The Holdup)

Send Me to the 'Lectric Chair
- David Bromberg - chitarra, voce
- Peter Ecklund - cornetta
- Neil Rossi - fiddle
- Jay Ungar - fiddle
- John Payne - clarinetto
- Tony Markellis - basso
- Steve Mosley - batteria

The Jokes on Me
- David Bromberg - chitarra acustica solista, voce
- Bernie Leadon - chitarra ritmica acustica
- Peter Ecklund - tromba, arrangiamento strumenti a fiato
- Paul Fleisher - sassofono
- Evan Stover - violino
- Brantley Kearns - violino
- James Getzoff - violino
- Murray Adler - violino
- Haim Shtrum - violino
- Hugh McDonald - basso
- Steve Mosley - batteria
- Emmylou Harris - accompagnamento vocale

Mr. Bojangles
- David Bromberg - chitarra acustica, voce
- Steve Burgh - basso

The New Lee Highway Blues
- David Bromberg - chitarre, voce
- Winnie Winston - banjo
- Neil Rossi - fiddle
- Jay Ungar - fiddle
- Tony Markellis - basso
- Steve Mosley - batteria

Kansas City
- David Bromberg - chitarra, voce
- Jeff Gutcheon - pianoforte
- John Payne - sassofono tenore (solo)
- Peter Ecklund - tromba, arrangiamenti strumenti a fiato
- Joe Ferguson - sassofono baritono
- Tony Markellis - basso
- Steve Mosley - batteria

Demon in Disguise
- David Bromberg - chitarra acustica, voce
- Jerry Garcia - chitarra elettrica
- Keith Godchaux - pianoforte
- Andy Statman - sassofono tenore
- Phil Lesh - basso
- Bill Kreutzmann - batteria

(What a) Wonderful World
- David Bromberg - chitarra elettrica, voce
- Jesse Ed Davis - chitarra elettrica solista
- Mac Rebennack (Dr. John) - pianoforte
- Peter Ecklund - tromba
- Ernie Watts - sassofono
- Evan Stover - violino, viola
- Tony Posk - violino
- Julie Dougal - violino
- Ann Goodman - violoncello
- Lyndon Ungar - accompagnamento vocale
- Linda Ronstadt - accompagnamento vocale
- Bonnie Raitt - accompagnamento vocale

Sharon
- David Bromberg - chitarra elettrica, voce
- Jerry Garcia - chitarra elettrica
- Keith Godchaux - pianoforte
- Steve Burgh - basso
- Andy Statman - sassofono
- Bill Kreutzmann - batteria
- Hilda Harris - accompagnamento vocale
- Joshie Jo Armstead - accompagnamento vocale
- Tasha Thomas - accompagnamento vocale